# Chad Johnson
Chad Javon Johnson 9. januar 1978 i Miami, Florida) er en amerikansk fodboldspiller, der er wide receiver for Canadian Football League-holdet Montreal Alouettes.

## College karriere
Johnson spillede college football på Santa Monica College, hvor han var holdkammerat med Steve Smith fra Carolina Panthers, men han skiftede senere til Oregon State University, hvor han blandt andet vandt en Fiesta Bowl. Ochocinco slog desuden skolerekorden for længste touchdown med 97 yards i en kamp mod Stanford University.

## NFL-karriere
Johnson blev valgt af Bengals i anden runde af NFL Draften i 2001. I hans første sæson greb han 28 bolde for 329 yards og et touchdown. Siden da har Ochocinco grebet for mindst 1100 yards i samtlige sæsoner. I 2003 slog han en holdrekord med grebne bolde for 1355 yards. I 2005 slog Ochocinco endnu en gang denne rekord med 1432 yards.
Han er blevet valgt til Pro Bowl fire gange, i 2003, 2004, 2005 og 2006.

## Trivia
- Johnsons fætre er Carolina Panthers' wide receiver Keyshawn Johnson og Baltimore Ravens' cornerback Samari Rolle.
- Han skiftede navn fra Johnson til Ochocinco i august 2008.[1] Få år efter skiftede han det dog tilbage igen